# Escuela de Cerámica N °1
La Escuela de Cerámica N.º 1 es una institución educativa pública de nivel medio, especializada en cerámica y artes del fuego, situada en el barrio porteño de Almagro, Ciudad Autónoma de Buenos Aires. Fue fundada en 1940 por decreto, bajo la dirección del ceramista español Fernando Arranz, y ocupa desde entonces el histórico edificio ubicado en Bulnes 45, que albergó anteriormente los estudios cinematográficos de Argentina Sono Film. Actualmente depende del Ministerio de Educación de la Ciudad y ofrece el Bachillerato especializado en Producción Cerámica, la Tecnicatura en Cerámica Artística y cursos de auxiliares de taller.

## Historia
La Escuela de Cerámica Nº 1 fue fundada el 9 de abril de 1940 mediante un decreto del entonces presidente argentino Roberto M. Ortiz. Nació bajo el nombre de Escuela Industrial Nacional de Cerámica y fue la primera institución pública dedicada exclusivamente a la enseñanza de la cerámica en el país. Su fundador y primer director fue el ceramista español Fernando Arranz, quien condujo la escuela durante más de 25 años, hasta su fallecimiento en 1967.
La escuela comenzó a funcionar en una casona ubicada en Bulnes 45, en los límites de los barrios porteños de Almagro y Boedo. Este edificio había pertenecido anteriormente a los estudios cinematográficos Argentina Sono Film. En 1946, la institución pasó a depender de la Dirección Nacional de Enseñanza Artística y adoptó el nombre de Escuela Nacional de Cerámica. En los años siguientes, fue ampliando su propuesta educativa: en 1948 incorporó la sección de Industria del Vidrio y, en 1970, la especialización en esmalte sobre metales.
Durante la década de 1970 se formalizó el ciclo de Técnico en Cerámica Artística, y en 1980 se incorporó el Bachillerato con orientación Cerámica, que permitió integrar la formación artística desde el nivel medio.

## Ubicación y características
La escuela se ubica en Bulnes 45, CABA, en la Comuna 5, en una zona cercana a centros culturales, bibliotecas y otras instituciones educativas. Es una escuela pública, laica, mixta y gratuita, con títulos de validez nacional. Su oferta está orientada a la formación en oficios, artes aplicadas y producción artística contemporánea.

## Fundador y primeros docentes
Fernando Arranz nació en Madrid en 1898 y se radicó en Argentina en la década de 1930, tras exiliarse durante la Guerra Civil Española. En el país, desplegó una intensa labor docente y artística. Además de fundar la Escuela de Cerámica Nº 1, colaboró con la creación de instituciones similares en Mendoza, Mar del Plata, Tucumán, La Plata y Jujuy.
Los primeros años de la escuela contaron con un cuerpo docente destacado. Entre ellos se encontraban el escultor vasco Jorge E. Oteiza, el pintor Antonio Berni, el ceramista José Luis Pascuali, y otros artistas como Vicente Puig, Camilo Lorenzo, y Miguel Climent. Arranz se encargaba personalmente de la cátedra de decoración cerámica.

## Formación académica
La Escuela de Cerámica Nº 1 ofrece actualmente tres niveles de formación con orientación técnica y artística. El Bachillerato con orientación Cerámica tiene una duración de cinco años y está destinado a estudiantes que hayan completado la educación primaria. Combina materias generales con asignaturas específicas de cerámica, escultura, dibujo técnico y técnicas del fuego.
El ciclo de Técnico en Cerámica Artística tiene una duración de tres años y puede cursarse en turnos mañana, tarde o noche. Está destinado a estudiantes con educación secundaria parcial o completa y ofrece una formación profesional en técnicas cerámicas tradicionales y contemporáneas.
Además, se dictan cursos para adultos orientados a la formación de auxiliares de taller, con opciones en alfarería, modelado, moldería, vitral, decoración cerámica y esmaltado sobre metales. Estos cursos tienen una duración de dos años y están pensados para una salida laboral o formación complementaria.

## Edificio y patrimonio
El edificio de Bulnes 45 constituye un valioso ejemplo de patrimonio educativo, artístico y barrial. Fue adquirido por el Estado en la década de 1980 y refaccionado a comienzos del siglo XXI, manteniendo elementos originales como el jardín delantero, la verja, y varias obras producidas por docentes y alumnos a lo largo de los años.
Entre sus obras destacadas se encuentra un mural cerámico de Fernando Arranz, realizado en 1941, así como vitrales del artista Víctor Amoedo y esculturas de cerámica esmaltada de los años 40 y 50. El interior del edificio alberga también obras de gran valor patrimonial, como ánforas, placas decorativas y relieves de ceramistas históricos.

## Defensa del edificio y conflictos recientes
En los años 2018 y 2019, la escuela enfrentó un intento de traslado forzoso por parte del Gobierno de la Ciudad de Buenos Aires, que proponía mudar sus actividades al llamado “Polo de las Artes”, en el barrio de Vélez Sarsfield, a más de siete kilómetros de su sede original. La propuesta generó un amplio rechazo por parte de la comunidad educativa, exalumnos, familias y vecinos.
Gracias a la movilización colectiva, presentaciones judiciales y acciones de visibilización, en 2019 la Justicia porteña dictó una medida cautelar que impidió el traslado y garantizó la permanencia en Bulnes 45. No obstante, persisten reclamos relacionados con la falta de mantenimiento edilicio, filtraciones, problemas eléctricos y falta de espacio para talleres.
Gracias por la corrección. Aquí tienes la sección actualizada con el nombre correcto del centro de estudiantes, C.E.S.E.C. (Centro de Estudiantes Secundarios de la Escuela de Cerámica), manteniendo el estilo enciclopédico y con referencias:

## El Proceso y la memoria

### Estudiantes desaparecidas vinculadas a la escuela
Durante la última dictadura militar en Argentina (1976–1983), varias jóvenes vinculadas a la Escuela de Cerámica Nº 1 fueron víctimas del terrorismo de Estado. El establecimiento las recuerda como parte de su memoria institucional y actos conmemorativos anuales.

### Patricia Villa
Patricia Villa fue exalumna y trabajadora de prensa, asesinada durante la represión. Fue detenida y desaparecida el 14 de agosto de 1976. Su caso figura en listados de periodistas desaparecidos y también se la recuerda en la Escuela de Cerámica Nº 1, donde se colocó una placa y un mural en su homenaje junto a otras víctimas de la comunidad educativa.

### Irene Mónica Bruschtein Bonaparte (“Lilia”)
Irene Bruschtein (nacida el 21 de agosto de 1955) cursó estudios en la Escuela de Cerámica Nº 1. Militante del PRT-ERP, fue secuestrada junto a su esposo el 11 de mayo de 1977 en Capital Federal, en su domicilio de Almagro. Su caso está documentado en la base del Parque de la Memoria e incluye su paso por el PRT mismo. 

### Marta Virginia Esain
Marta Esain, de aproximadamente 22 años al momento de su desaparición, fue secuestrada el 28 de mayo de 1976. También estudió en la Escuela de Cerámica y fue homenajeada junto a otras compañeras desaparecidas durante actos institucionales de recuperación de la memoria.

### Hilda Adriana Fernández
Hilda Fernández, de 26 años, fue secuestrada el 21 de enero de 1977. Se menciona en registros comunitarios y fue recordada en actos escolares junto a sus compañeras Patricia, Irene y Marta.

### Memoria institucional y homenaje
En diciembre de 2014, la Escuela de Cerámica Nº 1 realizó un acto conmemorativo en el que estudiantes y docentes colocaron una placa dedicada a Patricia Villa, y recordaron a Irene Bruschtein, Marta Esain y Hilda Fernández. Se inauguró también un mural sobre los derechos de jóvenes y otro dedicado al maestro Rodolfo Aguerrebery, impulsor del siluetazo de 1983.
Esta práctica se enmarca en una política institucional de memoria que mantiene viva la historia de alumnas desaparecidas. Participan activamente estudiantes del C.E.S.E.C., docentes y familiares en actos y jornadas vinculadas a la memoria en fechas como el 24 de marzo o en encuentros barriales de “Jóvenes y Memoria”

## El C.E.S.E.C y su actualidad
La Escuela de Cerámica Nº 1 cuenta con una fuerte tradición de participación estudiantil a través del C.E.S.E.C. (Centro de Estudiantes Secundarios de la Escuela de Cerámica), que representa al alumnado en instancias internas e interinstitucionales. El C.E.S.E.C. promueve asambleas, actividades culturales, ferias y muestras, así como debates sobre temas educativos, sociales y artísticos.
El protagonismo del centro de estudiantes se hizo especialmente visible entre 2018 y 2019, cuando el Gobierno de la Ciudad de Buenos Aires propuso trasladar la escuela a un nuevo “Polo de las Artes” en Vélez Sarsfield. Frente a esa decisión unilateral, el C.E.S.E.C. lideró una serie de acciones de resistencia: asambleas abiertas, toma pacífica del edificio, festivales, clases públicas y campañas de difusión bajo el lema “El Cera no se va”. Estas actividades contaron con el apoyo de docentes, familias, vecinos y organizaciones barriales y sindicales. 
Gracias a estas acciones, la comunidad educativa logró una medida cautelar de la justicia porteña que impidió el traslado y, finalmente, una sentencia firme en 2023 que garantizó la permanencia en Bulnes 45. El rol del C.E.S.E.C. fue clave en la articulación del reclamo, la movilización estudiantil y la defensa del patrimonio cultural y educativo de la institución.
El C.E.S.E.C. continúa siendo un motor de participación estudiantil. Además de su compromiso con las luchas por infraestructura, presupuesto y condiciones dignas, organiza de forma regular jornadas culturales, muestras de arte, actividades autogestivas, y espacios de formación política y artística. También mantiene vínculos con centros de estudiantes de otras escuelas artísticas de la ciudad, participando de redes y coordinadoras en defensa de la educación pública.

### C.E.S.E.C. (2021–presente)
A partir de 2021, el C.E.S.E.C. consolidó su rol como actor clave en la defensa de los derechos estudiantiles y la mejora de las condiciones educativas en la Escuela de Cerámica Nº 1. La comunidad educativa, conformada por estudiantes, docentes y familias, se organizó para abordar diversas problemáticas que afectaban a la institución.
A lo largo de los años, el C.E.S.E.C. ha experimentado procesos de verticalización que han influido en su estructura organizativa y en su relación con las autoridades educativas. Estos procesos han generado debates internos sobre la autonomía estudiantil y la forma en que el centro se vincula con las políticas educativas del Gobierno de la Ciudad de Buenos Aires.
La verticalización del centro ha sido un tema de discusión entre los estudiantes, quienes han buscado mantener su independencia y capacidad de decisión frente a las influencias externas. A pesar de los desafíos, el C.E.S.E.C. ha logrado mantener su identidad y continuar con sus actividades en defensa de los derechos estudiantiles.
El movimiento estudiantil del C.E.S.E.C. continúa siendo una fuerza activa en la Escuela de Cerámica Nº 1, enfrentando desafíos relacionados con la infraestructura, la alimentación escolar y la autonomía organizativa. La comunidad educativa sigue comprometida con la mejora de las condiciones de estudio y con la defensa de una educación pública, gratuita y de calidad.
A fines del año 2021, se celebraron las primeras elecciones formales del Centro de Estudiantes Secundarios de la Escuela de Cerámica Nº 1 (C.E.S.E.C.), constituyéndose así una conducción representativa y electa por voto directo del alumnado. Este proceso marcó el inicio de una nueva etapa de institucionalización del centro, en el marco de las normativas vigentes para la organización estudiantil en escuelas de nivel medio de la Ciudad Autónoma de Buenos Aires.
En dichos comicios resultó ganadora la lista La Enérgica, encabezada por la candidata a presidenta Paola Romero. Esta agrupación se encuentra vinculada políticamente con el espacio estudiantil La Efervescente, de activa participación en escuelas artísticas y centros de estudiantes de la Ciudad. La victoria de La Enérgica no solo supuso la formalización del C.E.S.E.C., sino también el inicio de un período de hegemonía organizativa sostenida, que se prolongaría en los años posteriores mediante la continuidad de sus referentes y de la Enérgica en sucesivas elecciones estudiantiles.
En 2022, los estudiantes de la Escuela de Cerámica Nº 1 organizaron una toma para exigir mejoras en la alimentación escolar y en la infraestructura del establecimiento, que presentaba problemas edilicios y falta de espacios adecuados para las actividades académicas. La protesta, con apoyo de la comunidad educativa, se centró en la consigna de que “con hambre no se puede estudiar” y la necesidad de condiciones dignas para el aprendizaje.
El C.E.S.E.C. se coordinó con centros de estudiantes de otros colegios porteños para acompañar y fortalecer las tomas y protestas que se replicaron en varias escuelas durante 2022 y 2023. Estas acciones buscan visibilizar problemas comunes como la falta de presupuesto, deterioro edilicio, la alimentación escolar insuficiente, y la falta de espacios para actividades extracurriculares.
En 2024, el C.E.S.E.C. de la Escuela de Cerámica Nº 1, junto a otros centros de estudiantes de escuelas artísticas porteñas, fue incluido en denuncias públicas por recibir amenazas institucionales destinadas a impedir la realización de medidas de fuerza contra la reforma educativa promovida por el Gobierno de la Ciudad. Según informes oficiales, la supervisora a cargo de las escuelas artísticas envió correos electrónicos advirtiendo sobre posibles sanciones académicas —como la anulación de exámenes finales, el aplazamiento de mesas y acciones legales contra familias— si se votaba en favor de pernoctes o tomas en protesta por el plan “Secundaria Aprende”. Aunque no hay evidencia de intimidaciones directas sobre C.E.S.E.C., su presidenta Roció Muzzu denunció que muchas escuelas compartían supervisión y alertó sobre la misma estrategia coercitiva aplicada en su comunidad educativa.
En 2025, el fenómeno de las tomas con pernocte, donde estudiantes permanecen dentro de las escuelas durante varios días para mantener la protesta, también contó con la participación activa de estudiantes de la Escuela de Cerámica, quienes se sumaron a las jornadas de resistencia en otras instituciones emblemáticas, como el Colegio Carlos Pellegrini y el Colegio Nacional Buenos Aires. Estas movilizaciones estuvieron marcadas por debates internos sobre la organización, el diálogo con las autoridades y la defensa de la educación pública.

### Lista de presidentes del Centro de Estudiantes desde 2021
| Año  | Presidente o Presidenta       | Agrupación                    | Afiliación partidaria (directa o Indirecta) |
| ---- | ----------------------------- | ----------------------------- | ------------------------------------------- |
| 2020 | Cuerpo de Delegados C.E.S.E.C | Cuerpo de Delegados C.E.S.E.C | Cuerpo de Delegados C.E.S.E.C               |
| 2021 | Paola Romero                  | La Energica                   | La Efervescente                             |
| 2022 | Rocio Muzzu                   | La Energica                   | La Efervescente                             |
| 2023 | Rocio Muzzu                   | La Energica                   | La Efervescente                             |
| 2024 | Maximo Gruppo                 | La Enérgica                   | La Efervescente                             |
| 2025 | Elecciones en noviembre       | Elecciones en noviembre       | Elecciones en noviembre                     |

## Reconocimientos
La Junta de Estudios Históricos de Almagro ha reconocido a la Escuela de Cerámica Nº 1 como institución emblemática del barrio. En el año 2008 colocó una placa conmemorativa en su fachada, destacando su relevancia cultural y educativa. La escuela también participa en muestras, concursos y actividades comunitarias, con una fuerte inserción en el circuito artístico de la ciudad.